# Ostřice (rybníky)
Rybníky Ostřice jsou soustavou dvou mělkých lesních rybníčků napájených vodou z Opatovického kanálu nalézající se asi 2 km severovýchodně od centra města Lázně Bohdaneč v okrese Pardubice. Rybníky využívá místní organizace Přelouč Českého rybářského svazu pro chov rybího plůdku.

## Galerie

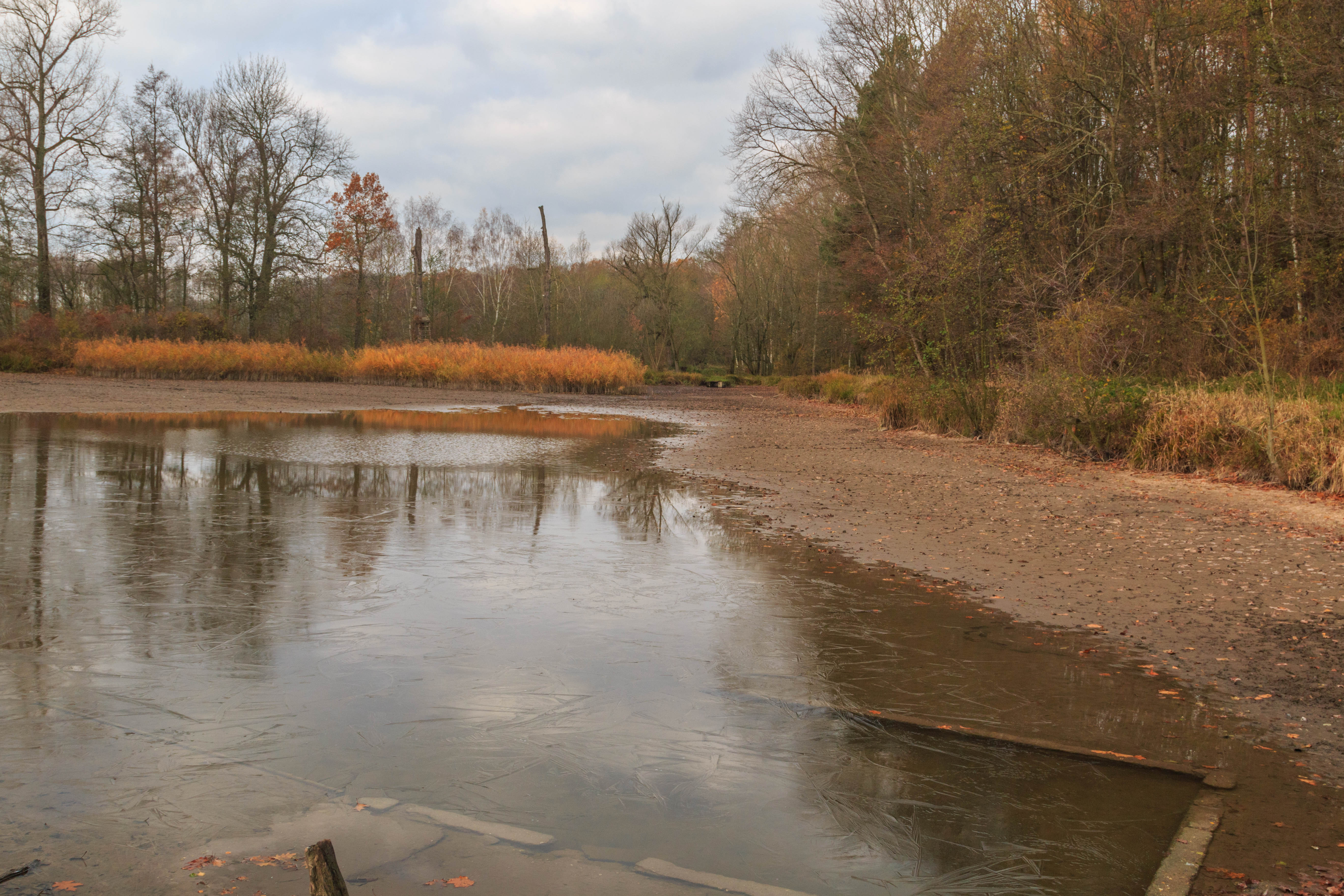
Rybníky Ostřice
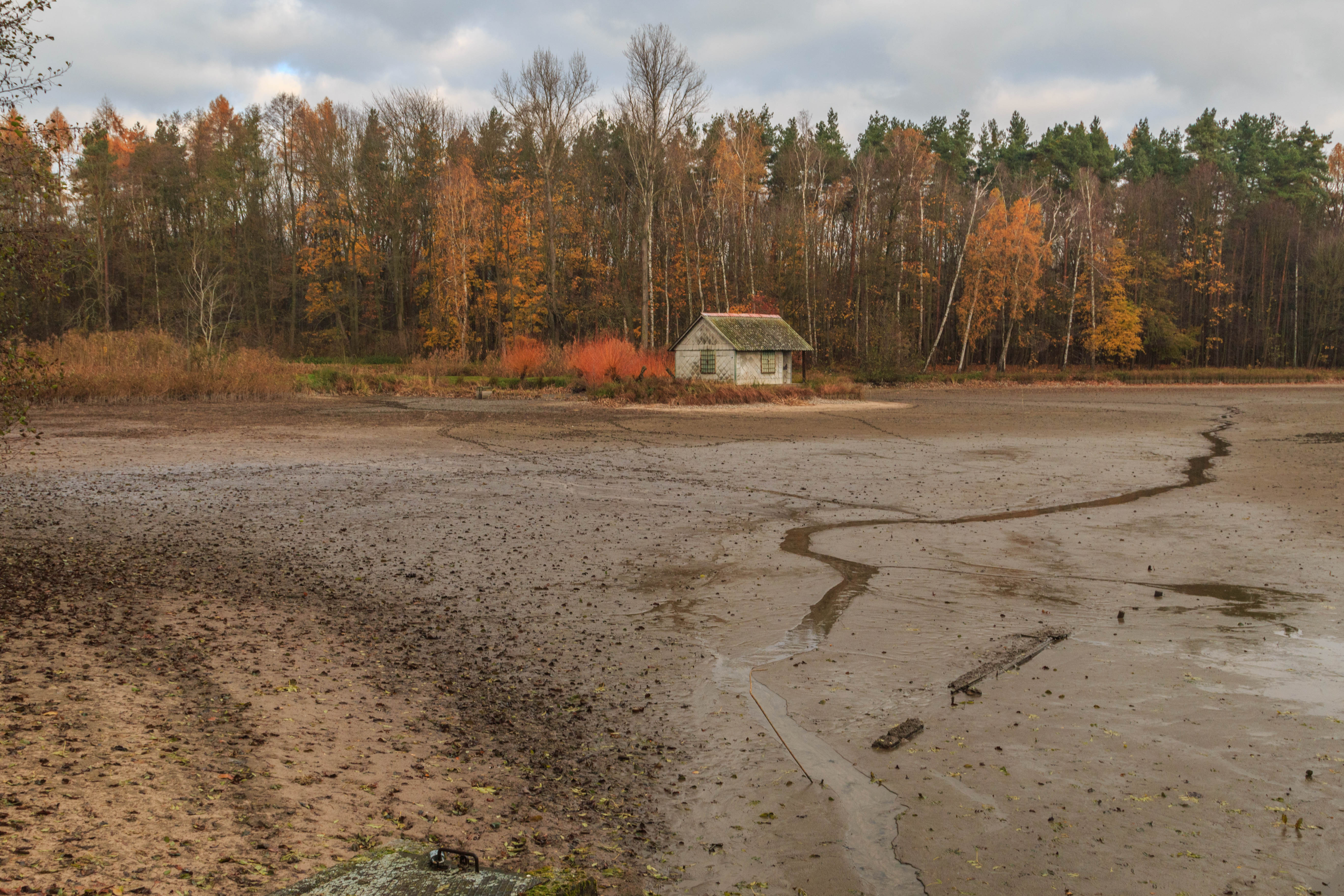
Rybníky Ostřice
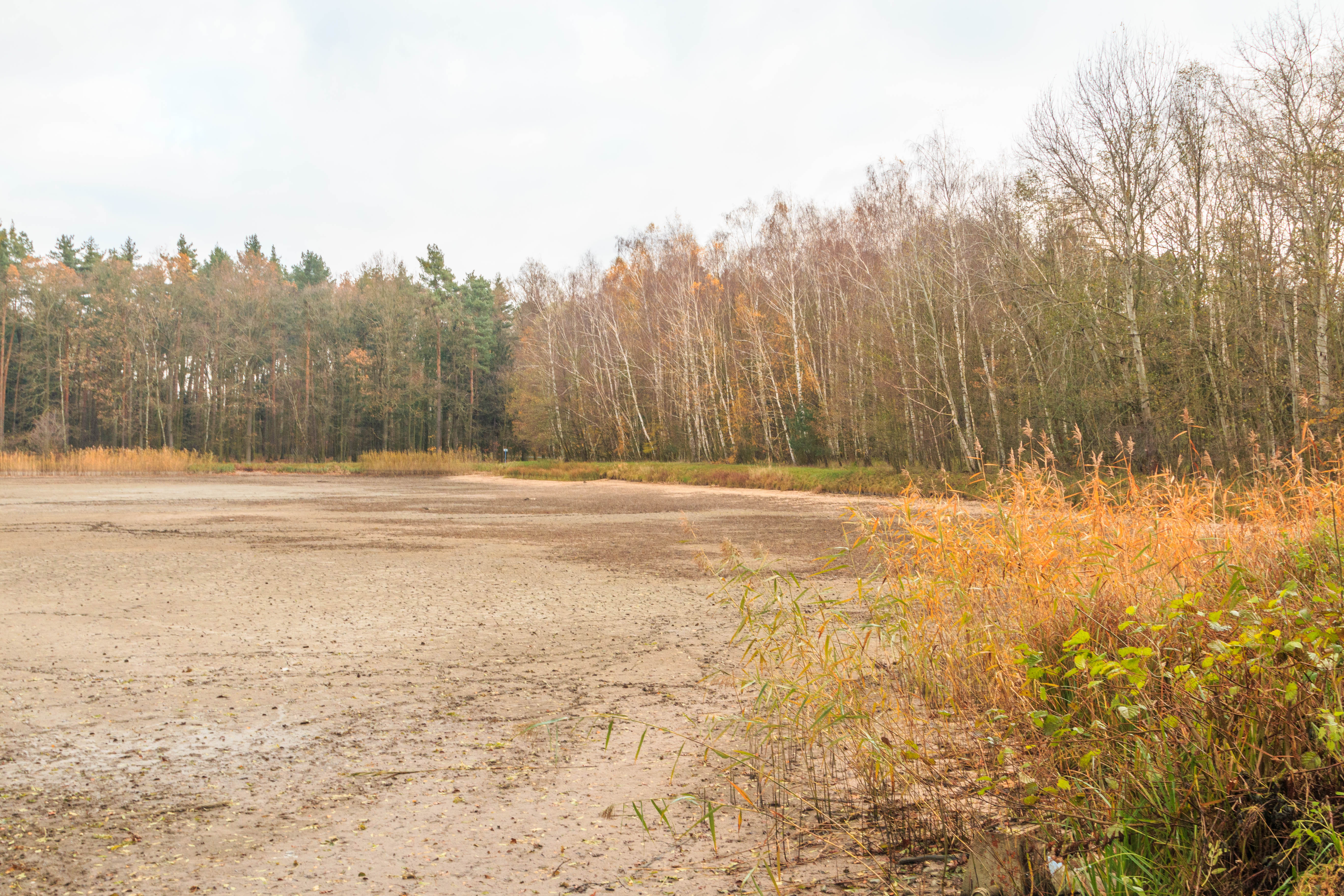
Rybníky Ostřice
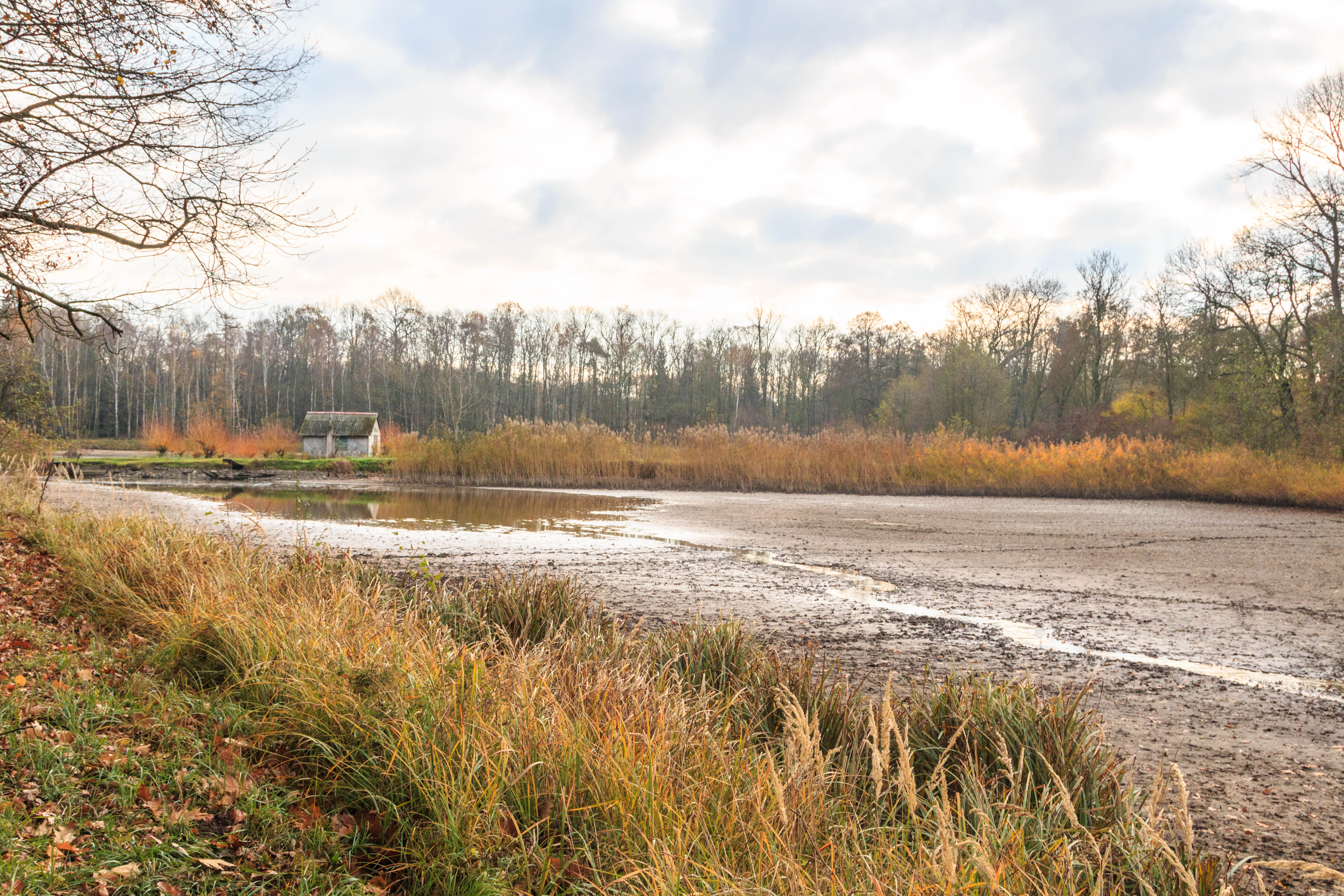
Rybníky Ostřice